# Фуше, Жозеф
Жозе́ф Фуше́, герцог Отрантский (фр. Joseph Fouché, duc d'Otrante; 21 мая 1759, Ле-Пельрен близ Нанта — 25 или 26 декабря 1820, Триест) — французский политический и государственный деятель, адвокат, педагог.

## Ранние годы
Получил духовное образование: учился в Париже в конгрегации ораторианцев; по окончании курса поступил в ту же конгрегацию и был в разных учебных заведениях профессором математики и философии. Несмотря на принадлежность к духовному ордену, он постоянно и очень охотно глумился над религией и выставлял напоказ свой атеизм, в особенности, когда началась революция.

## Революция
Революция застала его начальником колледжа в Нанте; он покинул колледж и выступил в том же городе адвокатом и, вместе с тем, горячим членом крайних радикальных клубов. В 1792 году выбран в конвент, где примкнул к партии монтаньяров. В числе прочих он проголосовал за казнь Людовика XVI, против апелляции к народу и против отсрочки. В марте 1793 года Фуше был отправлен конвентом в департамент Нижней Луары с обязательством собрать там ополчение; в июне отправлен в западные и центральные департаменты, чтобы там «приглашать граждан вооружиться против вандейцев». Во время этой командировки он усиленно насаждал революционные идеи. Так, в Невере он запретил всякие религиозные манифестации вне церквей, не исключая и похорон, которым придал таким образом чисто гражданский характер; с кладбища он удалил кресты и поставил статую сна с подписью: «Смерть есть вечный сон».
В октябре 1793 года он вместе с Колло д'Эрбуа был отправлен в Лион для восстановления там спокойствия после федералистского восстания, что он и исполнил, расстреляв множество народа; впоследствии он хвалился устроенным там кровопролитием. Фуше и д’Эрбуа устроили кампанию по сносу богатых домов, а затем начали разгружать тюрьмы: шестьдесят случайно выбранных мятежников были связаны друг с другом, поставлены напротив пушки и расстреляны картечью. Понадобился не один залп, чтобы погибли все. Фуше, похваляясь верностью революции, вернулся в Париж незадолго до казни Дантона и был избран председателем клуба якобинцев.
Однако, неожиданно для многих, он стал противником Робеспьера, который был недоволен жестокостью, проявленной Фуше в Лионе. Робеспьер добился его удаления из клуба якобинцев и собирался принять ещё более крутые меры против него, когда падение и казнь Робеспьера, в которых Фуше принимал деятельное участие, совершенно изменили взаимные отношения партии. Несмотря на то, что Фуше после 9 термидора находился в рядах умеренных, он, всё-таки, в августе 1795 года был арестован как террорист, но общая амнистия 4 брюмера IV года освободила его.

## На службе Директории
В 1798 году он, по рекомендации Барраса, с которым был в хороших отношениях, получил пост посланника в Цизальпинскую республику, но вскоре был отозван, вследствие предпринятой им (вместе с генералом Брюном) попытки государственного переворота, произведённой в целях торжества крайней демократии, и был переведён посланником в Голландию.
В августе 1799 года Фуше был назначен министром полиции. В этой должности Фуше, более чем где бы то ни было, оказался на своём месте. Издавна посвящённый в интриги различных партий и отдельных личностей, он прекрасно знал их отношения и внутреннее состояние и умел искусно пользоваться своими знаниями; он сумел превосходно организовать шпионство и провокаторство, благодаря чему в значительной степени руководил деятельностью многих лиц и властвовал над ними.

## На службе Наполеона
В это время всходила звезда Наполеона, и Фуше решил встать на его сторону и энергично поддержал его при совершении переворота 18 брюмера. От старого радикализма осталось уже весьма немного: Фуше в первые же дни после переворота принял крутые меры против якобинцев, клуб которых был им закрыт ещё до 18 брюмера, запретил 11 журналов и т. д. Однако он не сумел предупредить покушение на жизнь Наполеона при помощи адской машины (1800 год), что вызвало недовольство Наполеона. Тем не менее он сохранял свой пост до сентября 1802 года. Наполеон вознаградил его денежным даром в 2 400 000 франков и постом сенатора. Неспособность преемников Фуше следить за действиями и замыслами враждебных Наполеону партий и лиц (хотя они раскрыли заговор Кадудаля и Пишегрю) и услуги, оказанные ему Фуше в качестве сенатора при основании империи, заставили Наполеона, в июле 1804 года, вновь назначить его министром полиции.
По некоторым данным, Фуше был против расстрела герцога Энгиенского (март 1804 года), и ему даже приписывают по этому поводу слова: «Это хуже, чем преступление, это — политическая ошибка», но это сомнительно, так как вряд ли бы Фуше в таком случае получил министерский пост. В 1809 году Фуше получил титул герцога Отрантского и значительное поместье. С 1809 года Фуше, предвидя падение Наполеона, вступил в тайные переговоры с одной стороны с легитимистами, с другой — с республиканцами, а также с английским правительством.
Наполеон скоро почувствовал это и дал Фуше отставку (1810 год). Тогда Фуше сжёг или спрятал значительное количество важных документов своего министерства, желая поставить в затруднительное положение поставленного Наполеоном следить за ним Савари, или, может быть, воспользоваться ими в будущем против Наполеона. Опасаясь преследования за это, Фуше скрылся за границей. В 1811 году Фуше получил позволение вернуться в Париж, а затем добился назначения на пост посланника в Неаполь (1813).
Как только Людовик XVIII вернулся в Париж, Фуше оказался в числе горячих сторонников Бурбонов. Но когда Наполеон покинул остров Эльбу и высадился во Франции, Фуше приветствовал его как избавителя отечества, и Наполеон, ради собственной безопасности, вынужден был в третий раз назначить Фуше министром полиции. Фуше и на этот раз продолжил свои тайные переговоры с Людовиком XVIII и Меттернихом. После Ватерлоо он настаивал на отречении Наполеона и был председателем Французской исполнительной комиссии, назначенной палатами; в этой должности он содействовал второй реставрации. Людовик XVIII в награду назначил его в четвёртый раз на тот же пост министра полиции.

## Поздние годы
Однако нападки на Фуше со стороны роялистов, не желавших простить ему его революционного прошлого, принудили Людовика XVIII переместить Фуше на пост французского посланника в Дрездене (сентябрь 1815 года). Здесь настиг его декрет 6 января 1816 года об изгнании из Франции цареубийц. Фуше потерял своё место и уехал в Австрию, где натурализовался и провёл конец жизни. Он оставил своим сыновьям 14 миллионов франков.
Изданные в 4 томах в Париже 1828—1829 «Mémoires de Joseph F., duc d’Otrante» — не подлинны; Фуше действительно написал мемуары, но они до сих пор[уточнить] не опубликованы и судьба их неизвестна. В последние годы жизни он написал, с целью оправдания, несколько политических памфлетов, представляющих мало интереса, вследствие заключающихся в них фактических неточностей.

### Награды
- Орден Почётного легиона, большой орёл (2.02.1805)
- Орден Почётного легиона, великий офицер (14.06.1804)
- Орден Почётного легиона, легионер (2.10.1803)
- Австрийский орден Леопольда, большой крест (Австрия)
- Рыцарский орден Золотого орла, большой крест (Королевство Вюртемберг)

## Биографии и художественная литература
Значительная часть литературы, специально посвящённой Фуше ещё при его жизни и в первое время после его смерти, представляет собой ряд памфлетов, в основном крайне враждебных ему и часто страдающих сильными преувеличениями и искажениями действительности. Более обстоятельные биографии написали граф де Мартель («Etude sur F.», Париж, 1873—79) и Луи Мадлен («Fouché. 1759—1820», Париж, 1901).
Фуше действует в романах Марка Алданова «Девятое термидора» (1925) и Хилари Мэнтел «Сердце бури» (1992).
Эмманюэль де Варескьель, автор биографий Талейрана, Марии Антуанетты, Ришельё, специалист по истории Франции 19 века, написал о министре полиции Наполеона книгу «Жозеф Фуше. Молчание спрута».
Стефан Цвейг написал беллетризированную биографию «Жозеф Фуше. Портрет политического деятеля», опубликованную посмертно в 1963 году.

## В кинематографе
- «Наполеон, эпопея Наполеона[итал.]» (немой, Италия, 1914) — актёр Умберто Скалпелини
- «Мадам Рекамье[нем.]» (немой, Германи, 1920), реж. Йозеф Дельмонт[нем.]. В роли Фуше — актёр Герман Боттчер[англ.]
- «Агония орлов[фр.]» (немой, Франция, 1922), реж. Бернар-Дешан[фр.], Жюльен Дювилье . В роли Фуше актёр Эрнст Легаль
- «Дочь Наполеона» (немой, Германия, 1922), реж. Фридрих Цельник. В роли Фуше — актёр Генрих Пеер[нем.]
- «Мадам Сан-Жен[англ.]» (немой, США, 1925), реж. Леонс Перре[англ.]. В роли Фуше — актёр Ги Фавьер[фр.]
- «Наполеон» (немой, Франция, 1927), реж. Абель Ганс. В роли Фуше Ги Фавьер[англ.]
- «Сто дней[англ.]» (Германия, Италия, 1935), реж. Франц Венцлер[нем.]. В роли Фуше актёр Густаф Грюндгенс
- «Майское поле» (Италия, 1936). Роль Фуше играет актёр Энцо Бильотти[англ.]
- «Мадам Сан-Жен[фр.]» (Франция, 1941), реж. Роже Ришбе[фр.]. В роли Фуше — актёр Эме Кларион
- «Удивительная судьба Дезире Клари[фр.]» (Франция, 1942), реж. Саша Гитри. В роли Фуше — актёр Ноэль Роквер
- «Мадам Сан-Жен[исп.]» (Аргентина, 1945), реж. Луис Сесар Амадори[исп.]. В роли Фуше — актёр Омеро Карпена[исп.]
- «Господство террора». Другое название фильма «Чёрная книга» (США, 1949), реж. Энтони Манн. В роли Фуше — актёр Арнольд Мосс
- «Морские дьяволы[англ.]».(Великобритания, США, 1953), реж. Рауль Уолш. В роли Фуше — актёр Жак Б. Брюниус[англ.]
- «Дезире: любовь императора Франции[англ.]» (США, 1954) (реж. Генри Костер. В роли Фуше — актёр Сэм Гилман[фр.]
- «Наполеон: путь к вершине» (Франция, Италия, 1955) — режиссёр Саша Гитри. Роль Фуше исполнил Жан Дебюкур.
- «Битва при Аустерлице» (Франция, Италия, Югославия, 1960) — режиссёр Абель Ганс. Роль Фуше исполнил Люсьен Рембур[фр.].
- «Мадам Беспечность» (Франция, Италия, Испания, 1961) — режиссёр Кристиан-Жак. Роль Фуше исполнил Рено Мари.
- «Война и мир» (Великобритания, телесериал, 1972) — режиссёр Джон Дэвис. Роль Фуше исполнил Моррис Перри[англ.].
- «Ужин» (Франция, 1992) — режиссёр Эдуар Молинаро. Роль Фуше исполнил Клод Брассёр.
- «Наполеон» (Франция, 2002) — режиссёр Ив Симоно. Роль Фуше исполнил Жерар Депардье.
- «Золотой век» (Россия, 2003) — режиссёр Илья Хотиненко. Роль Фуше исполнил Владимир Капустин.
- «Пришельцы, часть 3. Революция» (Франция, 2016) — режиссёр Жан Мари Пуарэ. Роль Фуше исполнил Сириль Леконт[англ.].
- «Видок: Охотник на призраков» (Франция, 2018) — режиссёр Жан-Франсуа Рише. Роль Фуше исполнил Фабрис Лукини.